# فرسان الصوف الذهبي

قلادة فارس الصوف الذهبي.

فرسان الصوف الذهبي المتميز (بالإسبانية: Insigne Orden del Toisón de Oro؛ بالألمانية: Orden vom Goldenen Vlies)؛ هو تنظيم كاثوليكي للفروسية أسسه فيليب الطيب دوق برغونية في بروج عام 1430 بمناسبة احتفال بزواجه من إيزابيلا البرتغالية، اليوم يوجد فرعان من التنظيم وهما الصوف الإسباني والنمساوي، السادة الكبار الحاليون هم: فيليبي السادس ملك إسبانيا وكارل فون هابسبورغ رئيس آل هابسبورغ-لورين على التوالي، القسيس الأكبر للفرع النمساوي هو الكاردينال كريستوف شونبورن رئيس أساقفة فيينا.
تم الانفصال بين الفرعين الحاليين نتيجة حرب الخلافة الإسبانية عندما توفى السيد الأكبر لتنظيم كارلوس الثاني ملك إسبانيا (أحد أعضاء آل هابسبورغ)، دون ورثة في عام 1700، وبالتالي أدت خلافة عرش الإسباني والصوف الذهبي إلى اندلاع صراع عالمي، ومن ناحية ادعى كارل شقيق الإمبراطور الروماني المقدس التاج باعتباره عضوًا في عائلة هابسبورغ والتي كانت محتفظة بالعرش لما يقرب من قرنين من الزمان، ومع ذلك حاول الملك الراحل تعيين حفيد أخته فيليب دو بوربون كخليفته في وصيته، بعد انتهاء الحرب في عام 1714 تم الاعتراف بفيليب ملكًا لإسبانيا، لكن هولندا الإسبانية هي الأراضي البرغونية القديمة سقطت في أيدي آل هابسبورغ النمساويين، وهكذا استمرت السلالتان أي عائلة البوربون في إسبانيا وعائلة هابسبورغ في النمسا، منذ ذلك الحين في منح نيشانات المنفصلة من الصوف الذهبي.
يُشار إلى الصوف الذهبي على أنه أرقى وسام الفروسية تاريخيًا في العالم، كتب دو بورجوينج في عام 1789 أن "عدد فرسان الصوف الذهبي كان محدود للغاية في إسبانيا، وكان هذا التنظيم الذي حافظ على روعته القديمة بشكل أفضل من بين جميع الفروسية في أوروبا"، كل طوق كان مصنوع من الذهب الخالص وتقدر قيمته بحوالي 50000 يورو اعتبارًا من عام 2018، مما يجعله أغلى نيشان، الفرسان الحاليون من التنظيم الإسباني يشمل: الإمبراطور أكيهيتو الياباني، والقيصر بلغاريا السابق سيمون، والأميرة بياتريكس الهولندية من بين 13 آخرين، ويضم فرسان الفرع النمساوي 23 من النبلاء وأمراء المناطق الصغيرة في أوروبا الوسطى، معظمهم من أصل ألماني أو نمساوي.

## التنظيم الإسباني

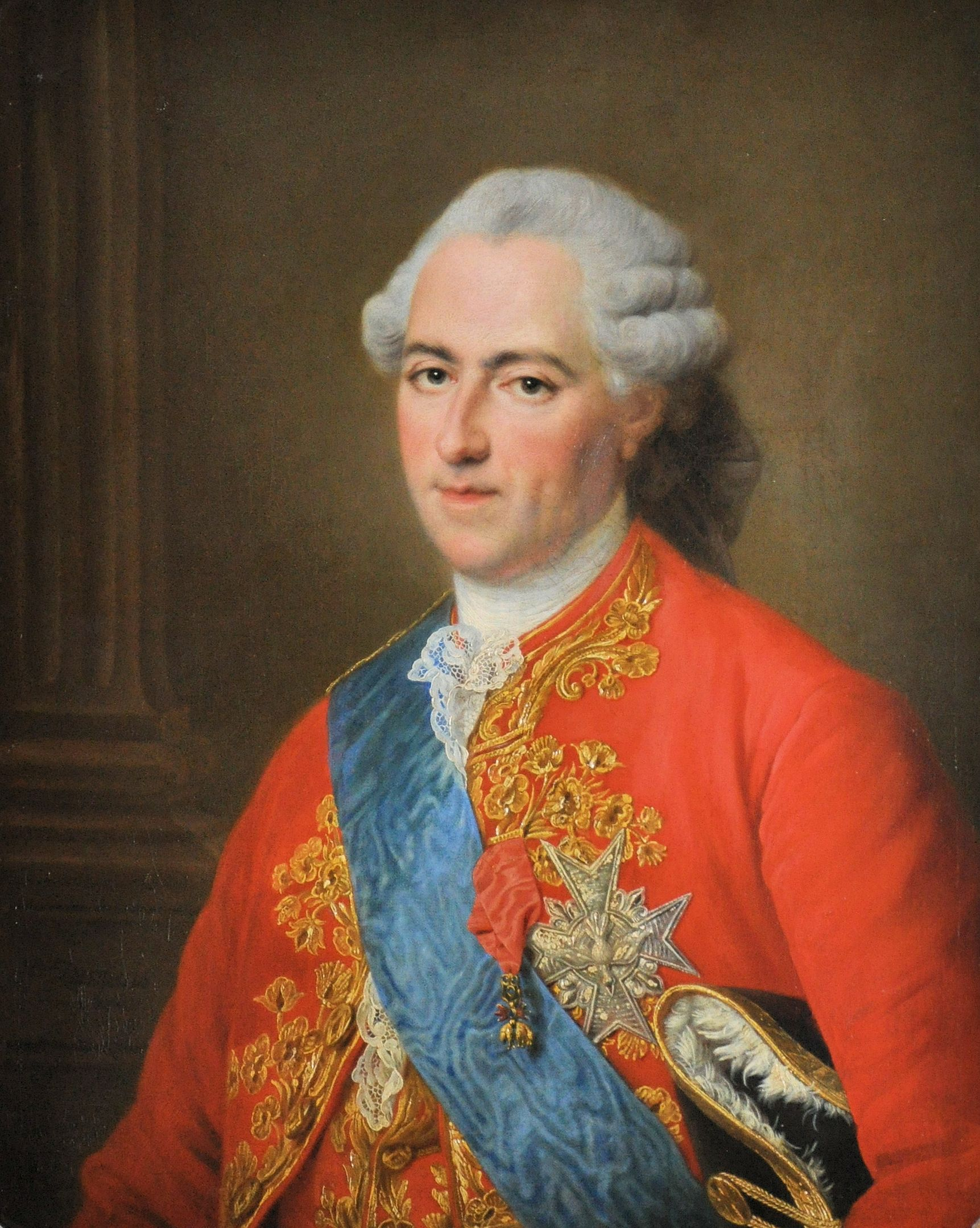
لويس الخامس عشر ملك فرنسا

مع ضم الأراضي البرغونية إلى الإمبراطورية هابسبورغ الإسبانية انتقلت معها سيادة التظيم إلى ملوك إسبانيا الهابسبورغيين، حيث ظل حتى وفاة آخر ملوك هابسبورغ الإسبان كارلوس الثاني في عام 1700، وكان خليفته فيليب الخامس عضو من آل بوربون الفرنسية، أدى الخلاف بين فيليب ومطالب هابسبورغ بالعرش الإسباني الأرشيدوق كارل إلى نشوب حرب الخلافة الإسبانية وبالتالي تقسيم التنظيم إلى فرعين إسباني ونمساوي، وفي كلتا الحالتين يكتب الملك والإمبراطور اسمه بصفته دوق برغونية خطاب التعيين باللغة الفرنسية.

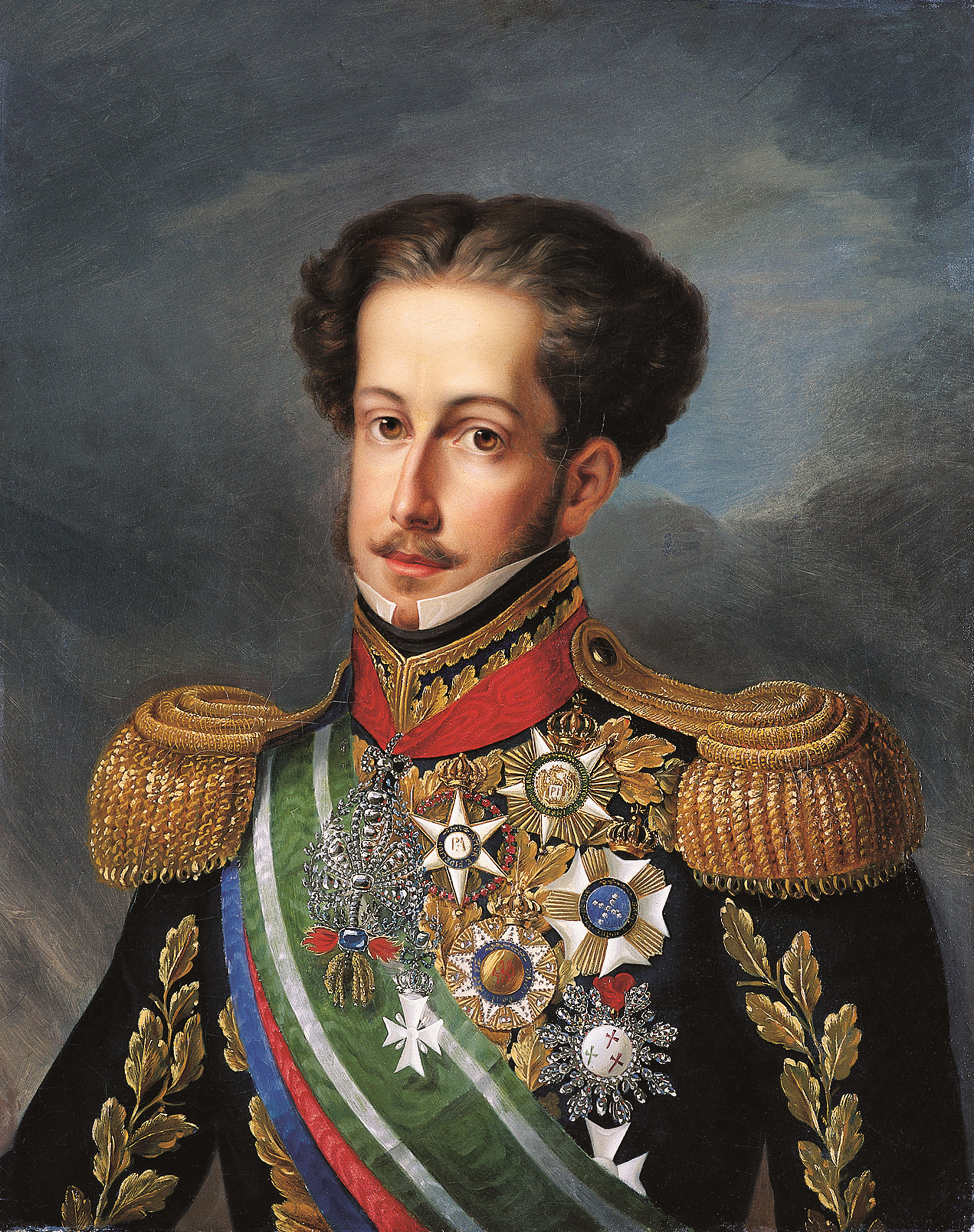
بيدرو الأول إمبراطور البرازيل برثدي الوسام إلى جانب العديد من الأوسمة الأخرى.

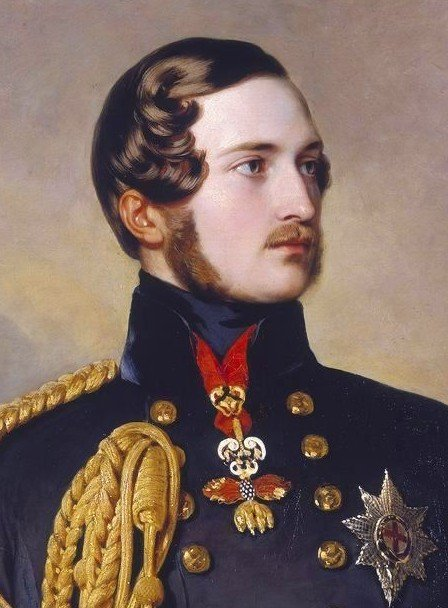
الأمير ألبرت زوج فيكتوريا ملكة المملكة المتحدة.

أثار منح الوسام لنابليون وشقيقه جوزيف للجدل أثناء احتلال القوات الفرنسية لإسبانيا، غضب ملك فرنسا المنفي لويس الثامن عشر ودفعه إلى إعادة طوقه احتجاجًا، تم إلغائها مع غيرها من الأوسمة التي حصل عليها جوزيف من قبل الملك فرناندو السابع عند استعادة حكم البوربون في عام 1813، في 15 أغسطس 1809 حاول نابليون إنشاء نيشان من رتبة الأصواف الذهبية الثلاثة، نظرًا لسيادته على النمسا وإسبانيا وبرغونية، ولكن شقيقه جوزيف الأول ملك إسبانيا عارضه ولم يتم إجراء التعيينات في تنظيم الجديد أبدًا.
في عام 1812 منحت حكومة إسبانيا بالنيابة وسام لـ دوق ويلينغتون، وهو الإجراء الذي أكده فرديناند بعد استعادة عرشه، وبموافقة من البابا بيوس السابع، لذلك أصبح ويلينغتون أول بروتستانتي يتم تكريمه بالوسام، ولقد مُنح لاحقًا أيضًا لغير المسيحيين مثل بوميبول أدولياديج ملك تايلاند.
كانت هناك أزمة أخرى في عام 1833 عندما اعتلت إيزابيلا الثانية العرش الإسباني في تحدٍ لقانون السالي الذي لم يسمح للنساء بأن يصبحن حاكمات، تم الطعن في حقها في منح الوسام من قبل الكارليين الإسبان.
ظلت امتياز منح اللقب مع رئيس عائلة بوربون الإسبانية خلال الفترتين الجمهورية (1931–1939) والفرانكوية (1939–1975)، ويحتفظ بها اليوم ملك إسبانيا الحالي فيليبي السادس، في 1972 سبب منح الوسام لفرانسيسكو فرانكو لإرباك، حينما عرض عليه إنفانتي خايمي الوسام بشكل غير قانوني بمناسبة زفاف ابنه من حفيدته كارمن، إلا أن فرانكو رفض الوسام بلطف على أساس الشرعية والبكورة، مشيرًا إلى أنه لا يمكن منح الصوف الذهبي إلا من قبل ملك إسبانيا الحاكم، وعلاوة على ذلك كان حق المنح من اختصاص شقيقه الأصغر الإنفانتي خوان باعتباره الوريث المعين لعرش إسبانيا من قبل والده ألفونسو الثالث عشر.
يحق لفرسان الوسام أن يخاطبوا بأسلوب صاحب السعادة أمام أسمائهم.

### أعضاء الحاليون
- السادة الأكبر:
- فيليبي السادس ملك إسبانيا (1981) - بصفته ملك إسبانيا الحاكم، وسيد التنظيم منذ عام 2014 بعد أن تنازل والده عن حقوقه له.

- خوان كارلوس الأول ملك إسبانيا (1941) - الملك السابق للنظام كملك إسبانيا منذ 1975 حتى 2014.

- أدناه قائمة بأسماء الفرسان والسيدات الأحياء مرتبة ترتيباً زمنياً، وبين قوسين سنة إدخالهم في التنظيم:
1. كارل السادس عشر غوستاف ملك السويد (1983).
2. أكيهيتو إمبراطور اليابان (1985).
3. بياتريكس أميرة هولندا (1985)؛ ملكة هولندا السابقة.
4. مارغريت أميرة الدنمارك (1985)؛ ملكة الدنمارك السابقة.
5. ألبير أمير بلجيكا (1994)؛ ملك بلجيكا السابق.
6. هارالد الخامس ملك النرويج (1995).
7. سمعان ساكس-كوبرغ-غوتا (2004)؛ قيصر بلغاريا السابق، ورئيس وزراء جمهورية بلغاريا السابق.
8. هنري دوق لوكسمبورغ الأكبر (2007).
9. خافيير سولانا (2010).
10. فيكتور غارسيا دي لا كونشا (2010).
11. نيكولا ساركوزي (2011)؛ الرئيس للجمهورية الفرنسية والأمير المناصف لأندورا السابق.
12. إنريكي في. إغليسياس (2014).
13. ليونور أميرة أستورياس (2015، تم تقديمها في 2018).

## التنظيم النمساوي
لم يعاني التنظيم النمساوي من الصعوبات السياسية كما هو عند الإسبان، وبقي (باستثناء الأمير الوصي البريطاني لاحقًا جورج الرابع)؛ شرفًا فقط للعائلة المالكة والنبلاء الكاثوليك، وأيضا تم تجنب مشكلة الميراث الأنثوي أثناء صعود ماريا تيريزا إلى العرش في عام 1740، حيث لم ينتقل سيادة الوسام إليها بل إلى زوجها فرانتس.
اشتمل كنور التنظيم بأكمله والذي يتضمن أيضًا "سيف أينخورن" لآخر دوق برغونية، وكذلك صليب القسم الذي يبلغ عمره قرونًا والذي يحتوي على شظية من الصليب الحقيقي، موجود الآن في خزانة فيينا، مثل الأرشيف والشارات القديمة مملوكة لفرع هابسبورغ.
عند انهيار النظام الملكي النمساوي بعد الحرب العالمية الأولى طلب ألبير الأول ملك بلجيكا نقل السيادة وخزينة التنظيم إليه بصفته حاكم أراضي هابسبورغ السابقة في برغونية، تم النظر في هذا الادعاء بجدية من قبل الحلفاء المنتصرين في فرساي ولكن تم رفضه في النهاية بسبب تدخل الملك ألفونسو الثالث عشر ملك إسبانيا الذي استولى على ممتلكات الوسام نيابة عن الإمبراطور المخلوع كارل الأول إمبراطور النمسا.

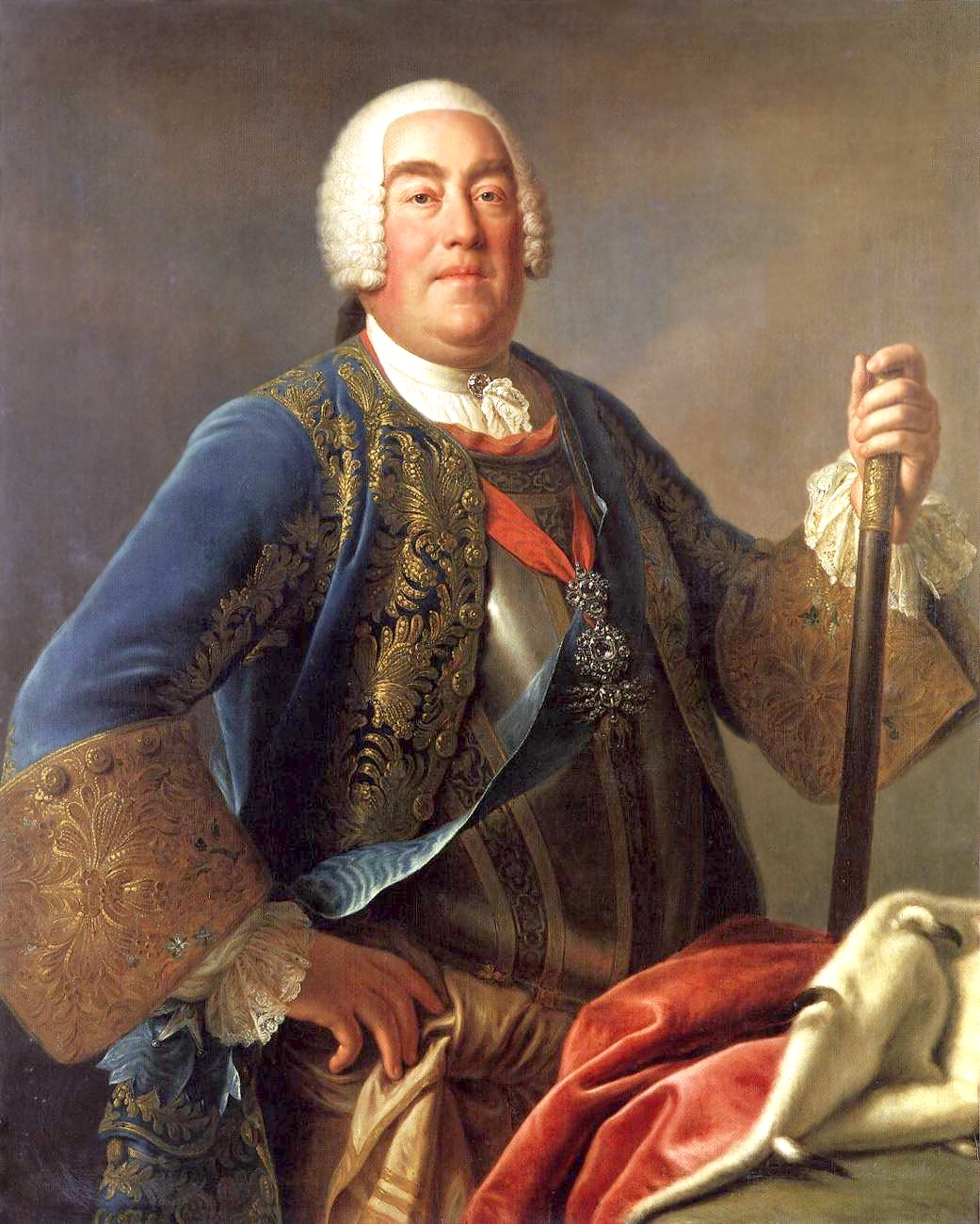
أوغسطس الثالث ملك بولندا وناخب ساكسونيا.

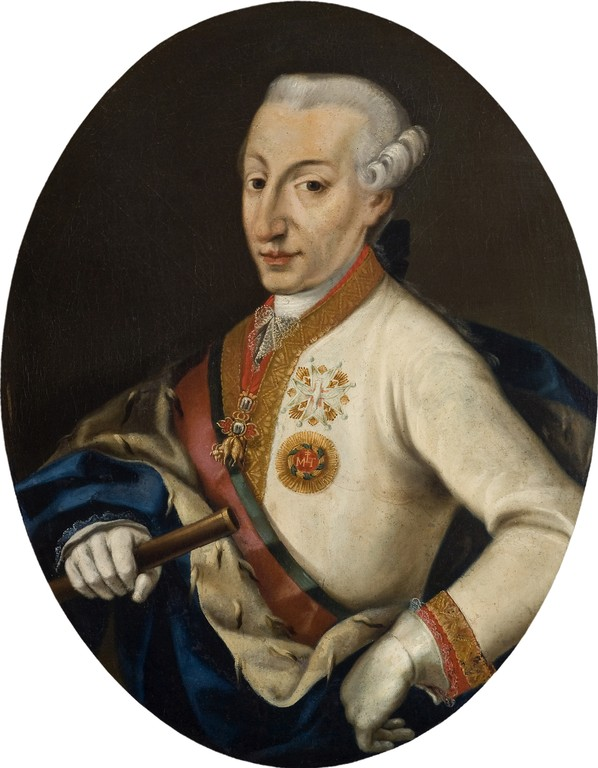
إركولي الثالث دوق مودنة وريغيو.

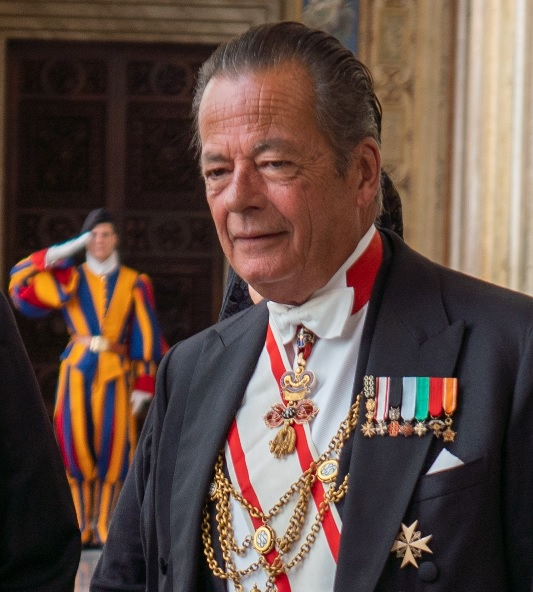
الأمير ماريانو هوغو هو يرتدي الوسام.

صنفت ألمانيا النازية التنظيم على أنه معادٍ للدولة وحاولت مصادرة كنوزه بالكامل بما في ذلك الأرشيف، رفض أدولف هتلر بشكل قاطع مبادئ هابسبورغ التي استمرت قرونًا وهي "عش ودع غيرك يعيش" فيما يتعلق بالمجموعات العرقية والشعوب والأقليات والأديان والثقافات واللغات، وأراد أيضًا الاستيلاء على أعمال فنية مهمة وفريدة من نوعها في جميع أنحاء العالم، كان هتلر يعتزم في اتخاذ قرار بشأن استخدام الأصول بعد مصادرتها، بعد ضم النمسا في عام 1938 تم إرسال ماكس فون هوهنبرج ممثل هابسبورغ في شؤون التنظيم على الفور إلى معسكر الاعتقال.
بعد الحرب العالمية الثانية في عام 1953 واصلت جمهورية النمسا التأكيد لآل هابسبورغ على حق منح الوسام على أراضيها، ولا سيما أن التنظيم له شخصيته القانونية الخاصة، ونتيجة لذلك يظل التنظيم نفسه هو صاحب الكنز والأرشيف، ظلت سيادة الفرع النمساوي مع رئيس آل هابسبورغ الذي سلمها أوتو فون هابسبورغ منذ 20 نوفمبر 2000 إلى ابنه الأكبر كارل فون هابسبورغ.
يعتبر 30 نوفمبر (يوم عيد القديس أندرو الرسول قديس برغونية) هو يوم التنظيم أيضا، حيث يتم قبول فيه الأعضاء الجدد، مع تواجد الكنوز القيمة للغاية موجودة في خزانة فيينا، يؤدي الفرسان والضباط الجدد القسم أمام ما يسمى بـ "صليب القسم" المحفوظ في الخزانة في فيينا، إنه صليب ذهبي مصمم ببساطة ومرصع بالأحجار الكريمة (الياقوتي أحمر والأزرق واللؤلؤ)؛ وفي الجزء الأوسط من الصليب توجد شظية يعتقد أنها من الصليب المقدس.

### أعضاء الحاليون
- السيد الأكبر:
- الأرشيدوق كارل النمساوي، انضم إلى التنظيم في 1961، وأصبح منذ 2000 السيد الأكبر للتنظيم.

فيما يلي قائمة بأسماء الفرسان الأحياء متبوعة أحيانا بين قوسين بتاريخ انضمامهم إلى التنظيم:
1. فرانتس دوق بافاريا (1960).
2. الأرشيدوق أندرياس سلفاتور النمساوي أمير توسكانا.
3. الأرشيدوق كارل سلفاتور النمساوي أمير توسكانا.
4. الأمير لورينز البلجيكي أرشيدوق النمسا-إستي.
5. الأرشيدوق مايكل النمساوي.
6. الأرشيدوق مايكل سلفاتور النمساوي أمير توسكانا
7. الأرشيدوق غيورغ النمساوي.
8. الأرشيدوق كارل كريستيان النمساوي.
9. ألبير الثاني ملك بلجيكا.
10. هانس آدم الثاني أمير ليختنشتاين.
11. دوارتي بيو دوق براغانزا.
12. الأرشيدوق يوزف النمساوي.
13. ألويس قسطنطين أمير لوفنشتاين-فيرتهايم-روزنبرغ.
14. ماريانو هوغو أمير فينديش-غرايتس.
15. البارون يوهان فريدرش من سوليماخر أنتفيلر.
16. كوبرات أمير باناجيوريشته (2002).
17. فيليب ملك بلجيكا (2008).
18. ميشيل أمير لينيه (2011).
19. الأمير كارل لودفيغ دي ميرود (2011).
20. الأرشيدوق فرديناند زفونيمير النمساوي.
21. ألكسندر مارغريف مايسن (2012).
22. زولت سيمجين (2022).

### المسؤولون
- المستشار: الكونت ألكسندر فون باشتا ريهوفن (منذ 2005).
- القسيس الأكبر: الكاردينال كريستوف شونبورن، رئيس أساقفة فيينا (منذ عام 1992).
- قسيس: الكونت غريغور هينكل-دونرسمارك (منذ 2007).
- أمين الصندوق: البارون فلف غورديان فون هاوزر (منذ 1992).
- المسجل: الكونت كارل فيليب فون كلم-مارتينيك (منذ عام 2007).
- الدليل: الكونت كارل ألبريشت فون فالدشتاين-فارتينبيرغ (منذ عام 1997).

## الشعارات

طوق الوسام

| الفرع الإسباني | الفرع الإسباني    | الفرع النمساوي |
| -------------- | ----------------- | -------------- |
|                |                   |                |
| شارة عنق لحاكم | شارة عنق والصدرية | شارة عنق       |